# Ang Lee
Ang Lee (født 23. oktober 1954) er en taiwanesisk kinesisk filminstruktør, der nu arbejder i USA.

## Filmografi
- Spis, drik, mand, kvinde (1994)
- Fornuft og følelse (1995)
- Ice Storm, som vandt Bodilprisen for bedste amerikanske film i 1999
- Tiger på spring, drage i skjul, som vandt Bodilprisen for bedste ikke-amerikanske film i 2001
- Hulk (2003)
- Brokeback Mountain (2005)
- Taking Woodstock (2009)
- Life of Pi (2012)